# コンパイラジェネレータ
コンパイラジェネレータ（compiler generator）は、コンパイラを生成するプログラムである。

## 概要
プログラミング言語のコンパイラの開発には技術と手間とを要する。それを支援するため、言語の構文などの定義や出力の形式などの定義情報から、コンパイラを自動生成するプログラムが研究・開発されている。これがコンパイラジェネレータ（コンパイラコンパイラとも）である。
コンパイラコンパイラの名前で有名なものに、yaccがある。しかし、yaccはパーサジェネレータである。もともとパーサジェネレータはコンパイラの自動生成の研究・開発の過程で、入力処理部分だけが独立し、広く実用に供されるようになったものである。

## 部分評価とコンパイラジェネレータ
部分評価プログラムを自己適用すると、コンパイラジェネレータが生成される、という理論がある。第3二村射影という。